# پشتیمالجیان
پشتیمالجیان (زبان ارمنی: Փեշտիմալճյան), یکی از نام‌های خانوادگی رایج در میان ارمنیان می‌باشد.
- گایوش پشتیمالجیان
- گریگور پشتیمالجیان